# Journal of the Association for Information Science and Technology
La revista Journal of the Association for Information Science and Technology (literal, Revista de la Asociación de Ciencia y Tecnología de la Información, sigla JASIST) es una publicación académica revisada por pares de ciencias de la información publicada por la editorial Wiley-Blackwell en nombre de la Association for Information Science and Technology. Ocasionalmente aparecen ediciones especiales con una única temática. La revista se centra en investigaciones originales y comunicaciones, generalmente en las siguientes categorías: teoría de las ciencias de la información; comunicación; gestión, economía y mercado; ciencias de la información aplicadas y aspectos sociales y legales de la información. La revista también publica reseñas de libros y anuncios o comunicados de la asociación.

## Historia
Creada en 1950 como una publicación periódica trimestral llevaba por nombre American Documentation y era una publicación del American Documentation Institute (ADI), creado en 1937 en torno a un grupo de investigadores y profesionales interesados en la tecnología emergente del microfilm como medio para preservar y difundir documentos y conocimientos. Muchas de las personas colaboradoras participaron también en la revista de la Asociación Estadounidense de Bibliotecas llamada The Journal of Documentary Reproduction, que se publicó entre 1938 y 1943 antes de desaparecer debido a los imperativos de la guerra. 
Se podría decir que American Documentation fue una continuación de The Journal of Documentary Reproduction. 
En la posguerra, los rápidos cambios tecnológicos y sociales dieron lugar a un "estallido de la información", lo que creó muchos nuevos problemas y oportunidades de especial interés para los especialistas en documentación, y con el tiempo la documentación se encontró en el centro del campo emergente de la ciencia de la información. La membresía y el alcance de ADI creció rápidamente y, en 1968, los miembros votaron para cambiar el nombre de la organización a "Sociedad Estadounidense de Ciencias de la Información", para reflejar los cambios en su membresía y enfoque. Como revista oficial, American Documentation hizo lo mismo y, a partir del primer número de 1970, cambió su nombre a The Journal of the American Society for Information Science ( ISSN 0002-8231 ) y comenzó a publicarse bimestralmente. 
En 1991, la publicación aumentó a 10 números al año y, en 1996, la revista se publicaba mensualmente. En 2000, ASIS volvió a votar a favor de cambiar su nombre, esta vez a "American Society for Information Science and Technology", con el fin de reconocer los nuevos cambios en la membresía y los intereses provocados por el auge de Internet y la integración de la informática en las nuevas TIC. El nombre de la revista también se cambió posteriormente en enero de 2001 a Journal of the American Society for Information Science and Technology (ISSN 1532-2882 (impreso); 1532-2890 (web); LCCN 00212816). Desde enero de 2014 llevó su nombre actual.

## Multidisciplinariedad
Un estudio de los artículos publicados en el Journal of the American Society for Information Science and Technology entre 1988 a 1997 encontró cambios significativos en la temática y en la autoría de los trabajos, que fueron pasando del interés de los bibliotecarios por los sistemas de información para pasar a personal muy variado relacionado con la gestión de sistemas, la tecnología de la información, los nuevos negocios vinculados a las tecnologías de la información y las humanidades, volviéndose frecuentes los pares de autores de disciplinas conectadas. 

## Indexación
La revista está indexada en:
- ABI/Inform
- Academic Search
- Business ASAP
- Cambridge Scientific Abstracts databases
- Chemical Abstracts Service
- Compendex
- CompuMath Citation Index
- Computer & Information Systems Abstracts
- Current Contents/Social & Behavioral Sciences
- Current Index to Statistics
- EBSCO databases
- FRANCIS
- InfoTrac
- Inspec
- International Aerospace Abstracts & Database
- Library & Information Science Abstracts
- Library, Information Science & Technology Abstracts
- PASCAL
- ProQuest
- Science Citation Index Expanded
- Scopus
- Social Sciences Citation Index

Según Journal Citation Reports, la revista tuvo un factor de impacto de 2.230 en 2013.